# Nagaszato Júki

Nagaszato Júki (永里 優季; Hepburn: Nagasato Yūki) (Acugi, 1987. július 15. –) világbajnok japán válogatott labdarúgó. Az első férfi csapathoz szerződött női játékos. 

## Klub
A labdarúgást a Nippon TV Beleza csapatában kezdte, ahol 110 bajnoki mérkőzésen lépett pályára és 69 gólt szerzett. 2010-ben három évre a Turbine Potsdam csapatához szerződött és 71 mérkőzésen 48 gólt termelt.
2013-ban a Chelsea színeire váltott, de az angol bajnokságban nem tudott teljes mértékben kiteljesedni, így visszatért a Bundesligába és a Wolfsburgnál töltötte a 2014–15-ös idény második felét. A 2015–16-os idényre a Frankfurthoz írt alá és két évre kötelezte el magát.
2017. májusában a Chicago Red Stars ajánlatát fogadta el és 56 meccsen 13 találatot jegyzett. Az amerikai bajnokság végeztével a Brisbane Roar gárdájához került kölcsönbe. Szintén kölcsönjátékosként tért vissza hazájába, a japán amatőr bajnokságban szereplő Hajabusa Eleven együtteséhez, ezzel pedig Nagaszato lett az első női játékos, aki férfi csapatban élő szerződéssel játszott.
2020. október 26-án a Racing Louisville együttese elcserélte játékjogát a chicagói csapattal.
A Chicago Red Stars 2022 januárjában jelentette be visszatérését.

## Nemzeti válogatott
2004-ben debütált a japán válogatottban. A japán válogatott tagjaként részt vett a 2007-es, a 2011-es, 2015-ös világbajnokságon, a 2008. évi és a 2012. évi nyári olimpiai játékokon. A japán válogatottban 132 mérkőzést játszott.

## Statisztika
| Japán válogatott | Japán válogatott | Japán válogatott |
| Időszak          | Mérk.            | gól              |
| ---------------- | ---------------- | ---------------- |
| 2004             | 1                | 0                |
| 2005             | 9                | 6                |
| 2006             | 13               | 9                |
| 2007             | 12               | 4                |
| 2008             | 17               | 9                |
| 2009             | 3                | 0                |
| 2010             | 3                | 1                |
| 2011             | 17               | 3                |
| 2012             | 16               | 9                |
| 2013             | 12               | 6                |
| 2014             | 9                | 5                |
| 2015             | 13               | 3                |
| 2016             | 7                | 3                |
| Összesen         | 132              | 58               |

## Sikerei, díjai
Japán válogatott
- Olimpiai játékok:  Ezüst; 2012
- Világbajnokság:  Arany; 2011,  Ezüst; 2015
- Ázsia-kupa:  Arany; 2014,  Bronz; 2008, 2010

Klub
- Japán bajnok (6): 2001, 2002, 2005, 2006, 2007, 2008
- NWSL Shield győztes (1):
  - Chicago Red Stars (1): 2019

Egyéni
- Az év Japán csapatában: 2005, 2006